# Apache Mesos
Apache Mesosは、コンピュータ・クラスタを管理するためのオープンソースプロジェクトである。カリフォルニア大学バークレー校で開発された。

## 歴史
当初、MesosはUC Berkeley RAD Labの研究プロジェクトとしてPhDの学生だったBenjamin Hindman、Andy Konwinski、Matei Zahariaと、教授のIon Stoicaにより始められた。学生たちは、David Cullerが教えていた授業のプロジェクトとして開発を始めた。始めはNexusという名前だったが、他の大学のプロジェクトと名称がかぶっていたため、Mesosという名前に変更された。
2009年のHotCloud '09において、Andy Konwinskiによって（まだNexusという名前で）Mesosに関する初めての論文投稿と発表が行われた。 その後、2011年のUsenix Symposium on Networked Systems Design and Implementationのカンファレンスにおいて、Zahariaによりより成熟したプロジェクトになっていることが発表された。このとき投稿された論文は、"Mesos: A Platform for Fine-Grained Resource Sharing in the Data Center" by Benjamin Hindman, Andy Konwinski, Zaharia, Ali Ghodsi, Anthony D. Joseph, Randy Katz, Scott Shenker, Ion Stoicaである。
2016年7月27日、Apache Software Foundationはバージョン1の公開を発表した。このバージョンでは、Docker、rkt、appcのインスタンスを集中的に供給する機能が追加された。

## 技術
MesosはLinuxのcgroupsを活用することで、CPU、メモリ、I/O、ファイルシステムの隔離（isolation）を実現している。

MesosはGoogleのサービスを管理・分散処理するためにGoogle内部でプライベートに使用されている、Borgスケジューラと比較できる。

### Apache Aurora
Apache Auroraは、長期間の実行サービスとcronジョブのためのMesosフレームワークである。Twitterが2010年に開発し、2013年後半にオープンソース化された。数万ノードのサーバーにスケールすることができ、サービスの設定にドメイン固有言語（DSL）を使用するなど、Borgとの類似点を多く持っている。

### Chronos
Chronosは、ジョブ間の依存関係を宣言できる、柔軟な分散cron-likeシステムである。

### Marathon
Marathonは、数千台の物理サーバーにスケールするplatform as a serviceまたはコンテナオーケストレーションシステムを促進するためのものである。完全なRESTベースのシステムであり、canary-styleのデプロイとデプロイ・トポトジを可能にする。プログラミング言語Scalaで書かれている。

## ユーザー
ソーシャル・ネットワーキングサイトのTwitterは、HindmanがTwitterエンジニアのグループで発表した後の2010年から、MesosとApache Auroraを使用し始めた。
Airbnbは、2013年7月から、Apache HadoopやApache Sparkなどのデータ処理システムを実行するためにMesosを使用していると話している。
2014年4月、インターネットオークションサイトのeBayは、Mesosを継続的インテグレーションを開発者ごとに実行できるようにするために使用していると発表した。カスタムのMesosプラグインを使用することで、開発者自身がプライベートのJenkinsインスタンスを起動できるようになったと説明している。
2015年4月、Appleは、Siriが独自のMesos frameworkのJarvisを使用していることを発表した。
2015年8月、VerizonはデータセンターのサービスのオーケストレーションにMesosphereのDC/OSを選択したと発表した。
2015年11月、YelpはMesosとMarathonを1.5年間本番サービスで使用していることを発表した。

## 商用サポート
ソフトウェアスタートアップのMesosphere, Inc.は、Apache Mesosに基づいた分散オペレーティングシステムであるDatacenter Operating Systemを販売している。 2015年9月、Microsoftは、Mesosphereとの商業パートナーシップを結び、Microsoft Azure向けのコンテナスケジューラとコンテナオーケストレーションサービスを構築することを発表した。2015年10月、Oracleは、Oracle Container Cloud ServiceでのMesosに対するサポートを発表した。